# 家政夫パタリロ!シリーズ
家政夫パタリロ!シリーズは、魔夜峰央の漫画『家政夫パタリロ!』を第1作とする一連のシリーズ作品である。単行本として以下の5作が発表されており、1作がちょうど単行本一冊に相当する。
- 家政夫パタリロ! ISBN 4-592-18819-5
- 奥様はパタリロ! ISBN 4-592-18842-X
- ビストロ温泉パタリロ! ISBN 978-4-592-18148-4
- 出もどり家政夫パタリロ! ISBN 978-4-592-19814-7
- 仁義なき家政夫パタリロ! ISBN 978-4-592-18183-5

## 概要
『パタリロ!』のキャラクターを借用し、オリジナルの物語を展開したスピンオフ作品。白泉社の『Silky』に連載された。
バブル経済期に事業に失敗した父が借金（百億円）を残して他界したため、それを返済するべく家政夫として働く主人公・越後屋波多利郎の派遣先でのドタバタギャグを描いたシリーズ作品である。
『パタリロ!』本編などと比較して、パタリロの性格付けに金への執着よりも仕事への誠実さが見られ、パタリロ以外本編の登場人物が元となるキャラクターがいないため、多少印象が変わっている。

## シリーズ作品
家政夫パタリロ!
シリーズ第一弾。アラファト家政婦派出協会に属する少年家政夫・越後屋波多利郎が様々な家庭に家政夫として派遣され、そこで様々な人間模様に彩られた事件にまきこまれるという物語。基本的に人情もののエピソードが多い。
奥様はパタリロ!
シリーズ第二弾。この話ではおクマの発案で、波多利郎が家政夫を通り越して「代理奥様」として細君のいない家庭に派遣されるというもの。「代理奥様」としての演技は女装ギャグではなく本気のものとして描かれており、色恋関係のトラブルにまきこまれるエピソードもある。
ビストロ温泉パタリロ!
シリーズ第三弾。ひょんなことから「温泉（足湯）に入りながら食事をつまめるビストロ」を経営することになったおクマと波多利郎の奮闘を描く。このビストロにはなぜか怪奇が集まりやすく、毎回襲い来る様々な怪奇に対してどう波多利郎たちが立ち向かうかというのがエピソードの基本パターン。シリーズの中ではドタバタギャグの色が強い。
出もどり家政夫パタリロ!
シリーズ第四弾。ビストロがつぶれたことで再び家政婦業に戻った波多利郎の物語。シリーズ第一弾『家政夫パタリロ!』とほぼ同じような作風だが、終盤には強大なライバル組織が登場して完結作への展開につなげることになる。
仁義なき家政夫パタリロ!
シリーズ完結作。波多利郎の家政夫としての活躍とともに、ライバル会社「CHM」との仁義なき戦いとその背後にある黒幕の正体が語られる。おクマの戦闘能力や波多利郎の変装術を活かしたスパイ映画めいた諜報戦の描写も多い。

## 主な登場人物
越後屋波多利郎（えちごやぱたりろう）
主人公。キャラクターのモデルはパタリロである。
アラファト家政婦派出協会に所属する少年家政夫。年齢は10歳。実家が莫大な借金を背負っているために、それの返済のために年齢を詐称して働きに出ている。愛称は「おパタ」。本編のパタリロのわがままでエキセントリックな性格はなりを潜め、仕事に対して真摯なマジメな少年として描かれている部分が目立つが、目的のためならあくどい手段も辞さない（ただし、目的自体は人助けが主である）。本シリーズでは、暴走しがちなおクマに対する抑止役・ツッコミ役を担当することも多い。
家政夫としての能力はかなり優秀。第2作『奥様はパタリロ!』では紳士の方々に一時のやすらぎを与える「代理奥様」の役目を女装までして見事こなしている。完結作にて借金を完済、家政夫を引退し農業を始めるべく田舎に引っ越した。
おクマ
アラファト家政婦派出協会に所属する波多利郎の同僚。
女装した筋骨たくましい男性にしか見えないが精神的には生まれつきの女性。本名はクマナーニャ。内戦が続くスリバキヤの出身。
『家政夫パタリロ!』では話の序盤に1,2コマ登場するだけだったが第2作『奥様はパタリロ!』以後はレギュラーとして定着する。
情に篤いが守銭奴の傾向があり、おパタ（パタリロ）とのコンビでは、おパタがツッコミ及びストッパー役になる事が多い。乙女チックな性格で女の敵にはアーカンソー・ツースピック・ナイフで相手の局部を切り取ろうとまでする。
外人部隊あがり（入隊の経歴はスカウトをナンパと勘違いしたため）で格闘技とサバイバル術に長けている。現在もCIAの仕事を請け負いつつアラファトに勤務している。他、おパタを短期での語学能力の習得させたり、恋愛事などでは色々アドバイスを送っている。
タマナーニャという「妹」がおり、彼女はI・XL（アイ・エクセル（イギリスのナイフメーカーの商標））という名前でフリーの情報員をやっている。
『パタリロ!』時代劇編「野ざらし？」にも、波多利郎が供養した人骨の霊を名乗り、恩返しに尽力する住み込み家政夫として登場する。
山坂転太（やまさかころんだ）
第3作『ビストロ温泉パタリロ!』に登場。　
アラファト家政婦派出協会怪奇班第一調査室主席調査官。
怪奇班とは家政婦の派遣先で発生する事件の裏側を調査分析して家政婦をバックアップする協会の特殊部門である。
調査の専門家であり、問題への具体的な解決策の提示や行動は一切行わないというのが初期のスタンスだったが、連載が進むにつれて怪奇現象への相談役となり、時には自ら乗り出して問題解決に動く事も。
怪奇現象がメインの物語であるため、作者、読者にとっては解説役の位置に据えられている。
番頭さん
第4作『出もどり家政夫パタリロ!』より登場。アラファト家政婦派出協会の番頭で、恰幅のよい禿頭の老紳士。本名は鍋島。和服を着込み大福帳を持つなど古風な雰囲気を持つ。
相当な吝嗇家で、協会の家政婦たちに倹約を徹底させており、家政婦たちからの評判はあまりよくない。大の猫好きという意外な側面もある。
荒川歩安太郎（あらかわふあんたろう）
第5作『仁義なき家政夫パタリロ!』に登場。アラファト家政婦派遣協会会長。
温厚な白髭総髪の老人。88歳。戦時中、上官であった波多利郎の祖父に命を救われた恩返しに、窮地に陥った波多利郎を救い職を与えた義理堅い人物である。
本シリーズでは、家政夫としては有能ながら世界情勢などには疎いおパタに代わって、おクマを用い敵の家政婦派遣会社･CHMの秘密を調査し、それに応じた作戦をまとめてゆく。

## 注
1. ↑  シリーズの劇中では｢派遣協会｣と｢派出協会｣の2通りの表記があり統一されていない。
2. ↑  負債金額は100億円で、毎月10万円ずつ返済している。完済するのに1万5000年はかかる計算だが、銀行側としては自己破産されて不良債権化するよりましという理屈。
3. ↑  「奥様はパタリロ!」では波多利郎が2歳の時に亡くなった祖父はまだ40代くらいだったと説明されたので計算が合わないが、母方の祖父らしいので父方の可能性が高い。